# Géographie de l'Autriche
L'Autriche est un pays enclavé au cœur des Alpes, possédant des frontières avec huit pays : la Suisse et le Liechtenstein à l’ouest, l’Italie et la Slovénie au sud, la Hongrie et la Slovaquie à l’est, l’Allemagne et la République tchèque au nord.
C'est un pays montagneux : les Alpes occupent les deux tiers de la surface au sol.

## Carte interactive des Länder d'Autriche.

### Subdivisions

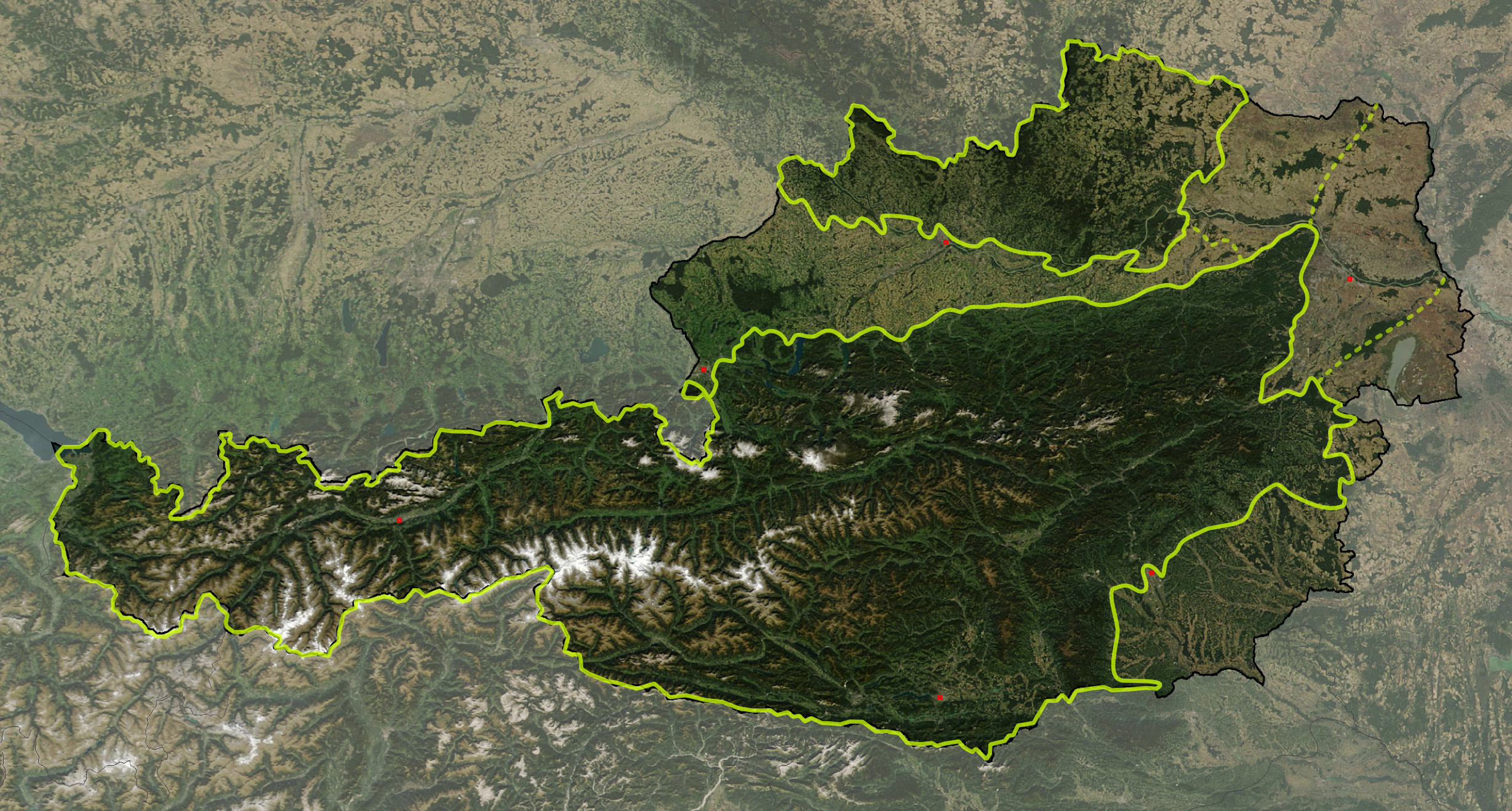
photo satellite de l'Autriche (NASA), montrant les principales unités géographiques du pays.

L'Autriche compte trois espaces naturels fondamentaux, que l'on peut classer, du point de vue de leurs caractéristiques géographiques générales,, de la façon suivante :
Préalpes et vallées préalpinesces plaines et collines forment à peu près le tiers de la superficie habitable de l'Autriche. Elles se divisent à leur tour en :
1. Préalpes et contreforts des Carpates occidentales, Préalpes orientales septentrionales de Salzbourg avec la chaîne de collines de l'Hausruck, les Préalpes de Basse-Autriche avec le Tullnerfeld, qui se rattachent aux Préalpes, ainsi que la zone du Waschberg, et une partie des contreforts des Carpates (9 500 km2, soit 11,3 %).
2. Le bassin de Vienne avec le Marchfeld, et des portions secondaires de la dépression de Hongrie (3 700 km2 soit 4,4 %)
3. Les Préalpes orientales méridionales, qui forment une grande partie de la ceinture de la plaine de Pannonie (9 500 km2, 11,3 %)

Le  plateau granitique d'Autrichese dresse au nord du Danube et constitue la moitié autrichienne du massif de Bohême (8 500 km2, soit 10,1 %)
Les Alpes orientales centralesc'est la composante proprement autrichienne des Alpes. Les régions montagneuses représentent en Autriche deux tiers de la superficie du pays, et se rattachent en totalité aux Alpes orientales, dont elles forment en superficie le tiers (59 600 km2, 78,2 % de la superficie).

### Relief

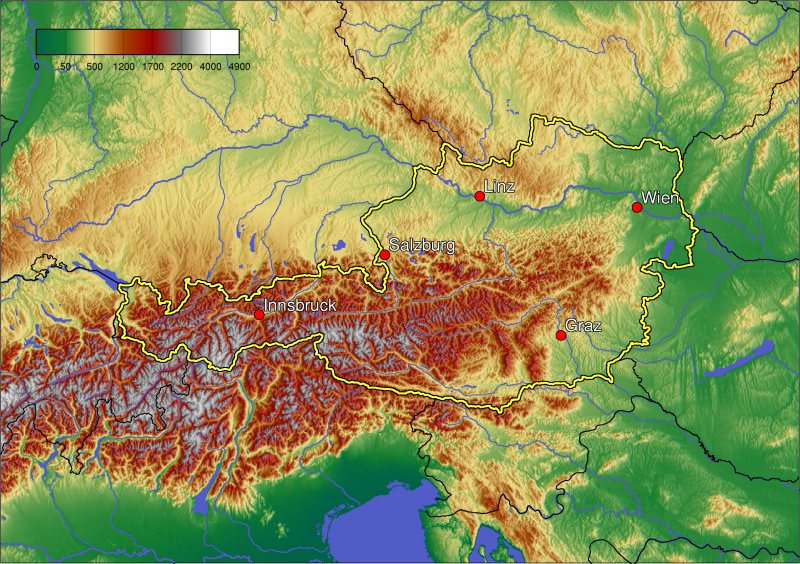
Carte topographique de l'Autriche

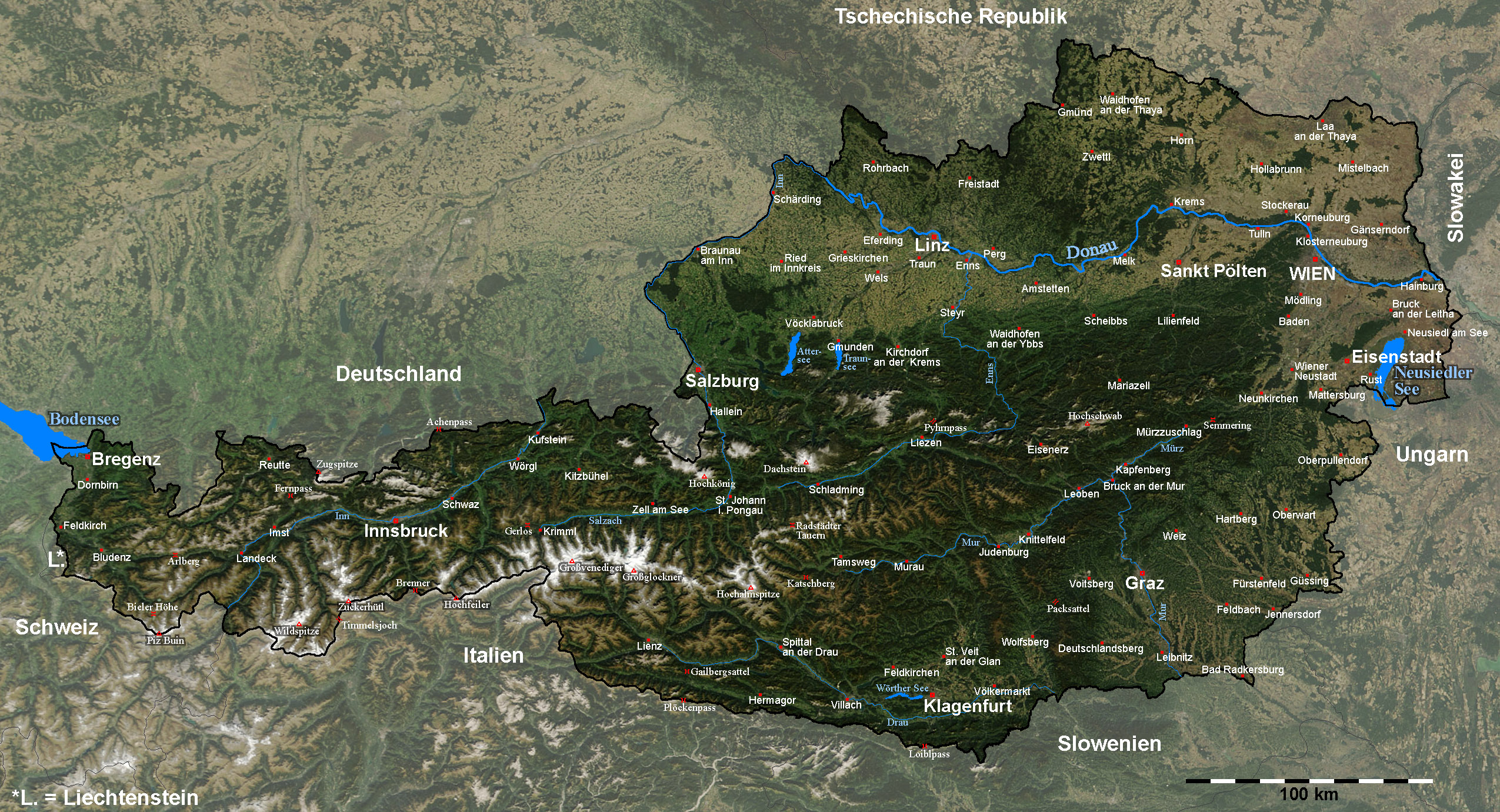
photo satellite de l'Autriche avec les villes principales.

Moins d'un tiers de la superficie de l'Autriche (qui, selon les dernières mesures géodésiques, s'apprécie à 83 878,99 km2) se trouve à moins de 500 m d'altitude, tandis que 40 % se trouve à plus de 1 000 m.
- Le point le plus bas du pays est Hedwighof (commune d'Apetlon, dans le Burgenland), 114 m
- Le point culminant est le Grossglockner, qui s'élève à 3 797 m. (Carinthie/Tyrol oriental)

Le fleuve le plus long est le Danube, qui traverse également l'Allemagne, la Slovaquie, la Hongrie, la Croatie, la Serbie, la Bulgarie et la Roumanie. Son parcours en Autriche s'étend sur 350 km.

### Climat
Du point de vue de la climatologie descriptive, le climat de l'Autriche se rattache au climat tempéré froid et humide. Le Nord et l'ouest du pays est sous influence océanique, exposé à des vents chargés de pluie. L'est au contraire subit un climat pannonien, plus sec et continental avec des étés chauds et des hivers frais ; mais l'effet des dépressions méditerranéennes se fait surtout sentir dans les Dolomites.
Le climat régional de l'Autriche est, en effet, largement conditionné par la topographie alpine. Il y a souvent de grands écarts de température entre deux points géographiquement et altimétriquement proches. Lorsque l'on monte en altitude, on rencontre d'abord le Climat subarctique et de Toundra, et même sur les sommets un climat polaire. La crête des Alpes n'est pas la seule une barrière climatique : les vallées de foehn ensoleillées (par ex. la vallée de l'Inn) s'opposent aux plaines brumeuses (par ex. le bassin de Klagenfurt), et les coteaux pluvieux (z. B. Bregenzerwald) aux vallées sèches des Alpes intérieures (par ex. les Alpes de l'Ötztal).
L'année 2018 est la plus chaude jamais enregistrée jusqu'alors.

#### Températures

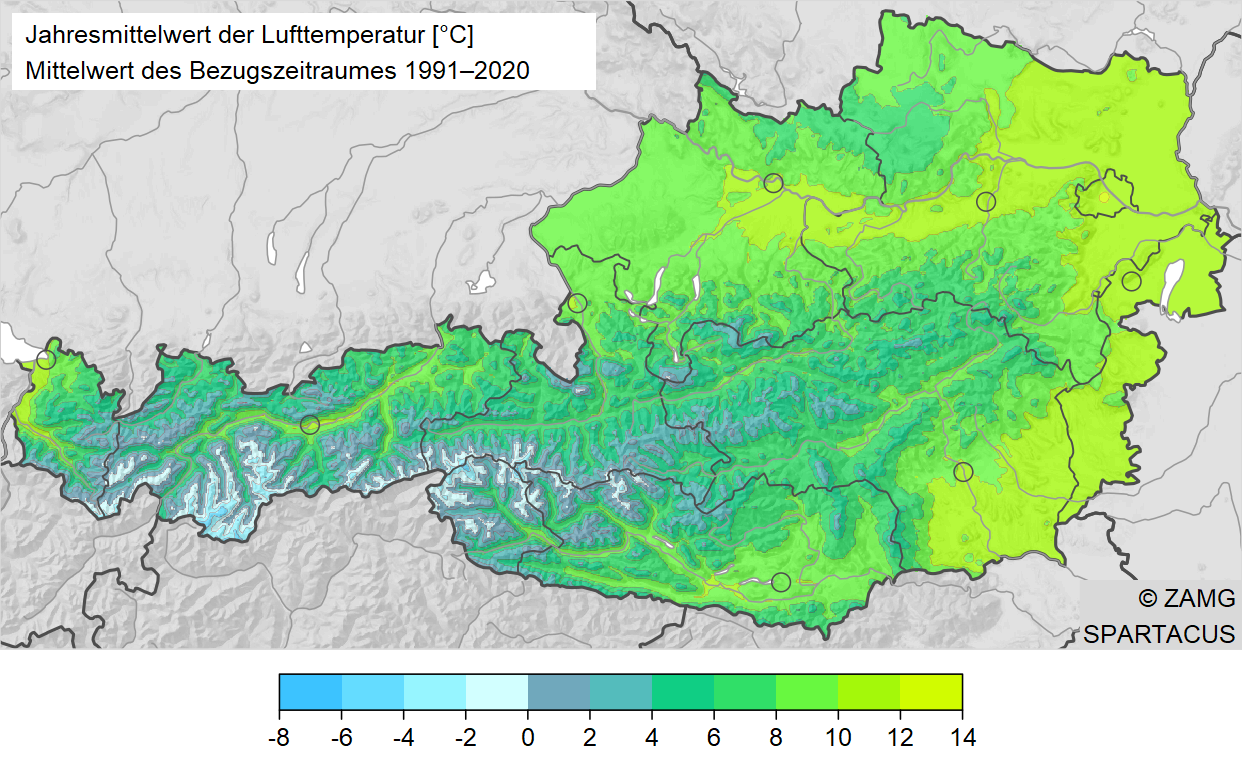
Carte des températures moyennes annuelles en Autriche

L'intervalle des moyennes annuelles de température est en Autriche de 11 °C pour le centre du district de Vienne, à moins de −9 °C au sommet du Groszglockner. Dans les vallées les plus encaissées, la température moyenne annuelle ne varie qu'entre 8 °C et 10 °C. La température moyenne du pays est de 6,0 °C. L'isotherme de gel se situe en moyenne annuelle à 2 200 m. Dans les vallées encaissées et les cirques, entre 800 et 1 200 m d'altitude, il n'est même pas rare que la température soit plus élevée avec l'altitude (couche d'inversion).
Pour la plus grande partie de l'Autriche, les mois de janvier et juillet sont respectivement le plus froid et le plus chaud de l'année, mais en montagne ce sont respectivement les mois de février et d'août. Dans les plaines de l'est, la température moyenne annuelle se situe entre 0 °C et −2 °C ; à 1 000 m d'altitude, elle tombe entre −4 °C et −6 °C. La température moyenne basse en montagne est de −15 °C. Au mois de juillet, dans l'est du pays, la moyenne oscille entre 18 °C et 20 °C et à 1 000 m d'altitude, entre 13 °C et 15 °C. Au sommet du Großglockner, la température moyenne en plein été ne dépasse pas zéro degré ,.

### Précipitations

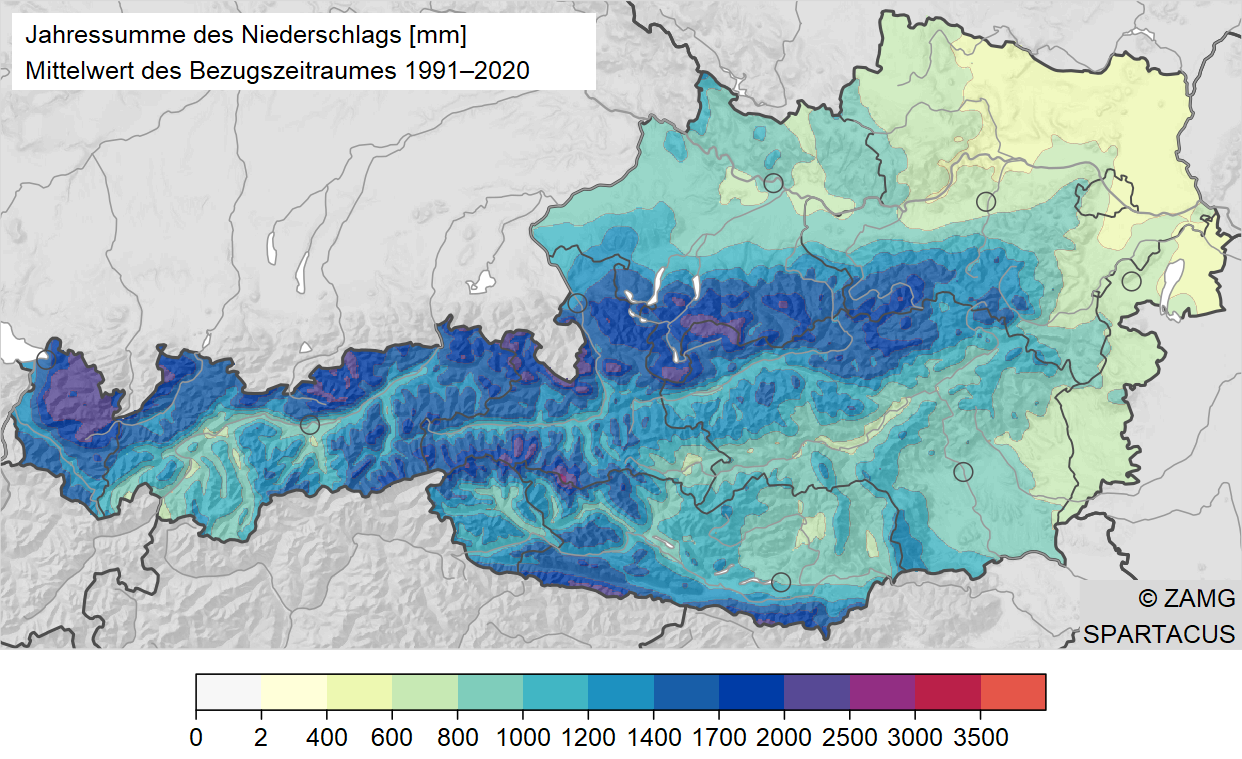
Volume moyen annuel des précipitations en Autriche

Les régions les plus exposées aux vents fréquents d'ouest à nord-ouest sont la forêt de Bregenzerwald et l'ensemble des Alpes carniques. Les montagnes de la frontière sud de l'Autriche, exposées aux vents de Méditerranée, subissent des pluies intenses. Avec les Hautes Tauern du centre des Alpes, ces régions enregistrent environ 2 000 mm, exceptionnellement 3 000 mm/an. À l'opposé, le Waldviertel, le Weinviertel, le bassin de Vienne et le Nord du Burgenland reçoivent moins de 600 mm/an. Le village le plus aride d'Autriche est Retz, à la frontière tchèque, avec moins de 450 mm/an.
Pour l'ensemble de l'Autriche, la moyenne des précipitations se monte à 1 100 mm/an. Le semestre d'été (avril à septembre) enregistre 60 % du volume annuel, ce qui est favorable à la flore. Pour la plupart des régions, le mois le plus pluvieux est, de fait de la convection atmosphérique, juin ou juillet, avec pour seule exception la vallée de la Lesachtal en Carinthie : de par l'influence méditerranéenne, le maximum de précipitations survient en octobre.
L'épaisseur du manteau neigeux dépend essentiellement de l'altitude et de la position par rapport aux vents : elle est donc fortement variable. Le territoire autrichien reçoit en moyenne 3,30 m de neige par an, mais Krems n'en reçoit que 0,30 m, et Sonnblick au contraire 22 m,

## Géographie humaine
Les quatre plus grandes villes sont, dans l'ordre, Vienne, Graz, Linz et Salzbourg.

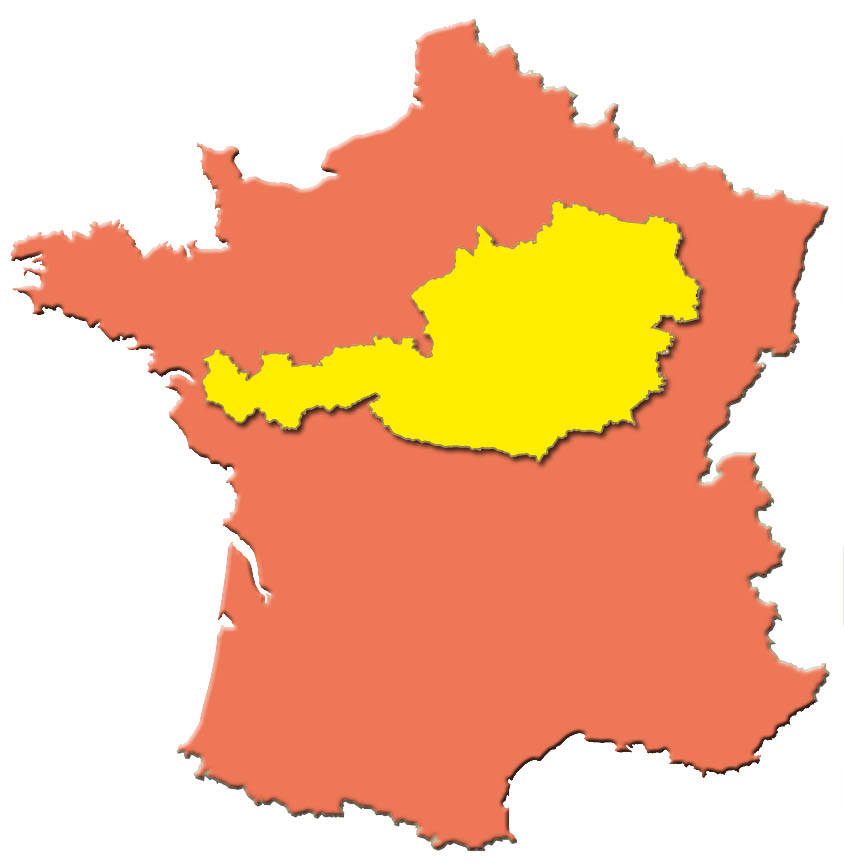
Comparaison de superficie entre la France et l'Autriche